# Alex Russell (attore)
Alexander Andrew Russell, detto Alex (Brisbane, 11 dicembre 1987), è un attore australiano.

## Biografia
Russell è cresciuto nella città di Rockhampton, nel Queensland, figlio del dottor. Andrew Russell e della designer Frances Russell. Ha un fratello minore, Dominic, e una sorella minore, Georgiana. Si è diplomato nel 2004 alla Rockhampton Grammar School e successivamente ha studiato alla National Institute of Dramatic Art (NIDA) di Sydney.
Debutta come attore nel 2010, recitando nei film Almost Kings e Wasted on the Young. Nel 2012 si fa notare nel film di fantascienza Chronicle. Nel 2013 prende parte ai film The Host e Lo sguardo di Satana - Carrie. Nello stesso anno dirige il cortometraggio Love and Dating in LA!, con cui vince il Santa Monica Film Festival. Nel 2014 interpreta il ruolo di Pete Zamperini in Unbroken di Angelina Jolie, nel 2016 partecipa a Goldstone - Dove i mondi si scontrano, mentre nel 2017 recita in Fire Squad - Incubo di fuoco di Joseph Kosinski.

## Filmografia

### Cinema
- Almost Kings, regia di Philip G. Flores (2010)
- Wasted on the Young, regia di Ben C. Lucas (2010)
- Chronicle, regia di Josh Trank (2012)
- Shark 3D (Bait), regia di Kimble Rendall (2012)
- The Host, regia di Andrew Niccol (2013)
- Lo sguardo di Satana - Carrie (Carrie), regia di Kimberly Peirce (2013)
- Cut Snake, regia di Tony Ayres (2014)
- Believe Me, regia di Will Bakke (2014)
- Unbroken, regia di Angelina Jolie (2014)
- Goldstone - Dove i mondi si scontrano (Goldstone), regia di Ivan Sen (2016)
- Blood in the Water, regia di Ben Cummings e Orson Cummings (2016)
- Rabbit, regia di Luke Shanahan (2017)
- Jungle, regia di Greg McLean (2017)
- Fire Squad - Incubo di fuoco (Only the Brave), regia di Joseph Kosinski (2017)

### Televisione
- NTSF:SD:SUV:: – serie TV, 1 episodio (2012)
- Galyntine – film TV, regia di Greg Nicotero (2014)
- S.W.A.T. – serie TV, 86 episodi (2017-2024)

## Doppiatori italiani
Nelle versioni in italiano dei suoi film, Alex Russell è stato doppiato da:
- Daniele Giuliani in Chronicle, Shark 3D, Lo sguardo di Satana - Carrie
- Simone Crisari in S.W.A.T., Fire Squad - Incubo di fuoco
- Roberto Gammino in Unbroken
- Omar Vitelli in Jungle